# Andrew Moses

Andrew Moses

Andrew Moses (* 6. Juni 1874 in Burnet, Burnet County, Texas; † 22. Dezember 1946 in Washington, D.C.) war ein Generalmajor der United States Army.
Andrew Moses war der Sohn von Norton Moses (1823–1908) und dessen Frau Lucy Ann Lewis (1833–1899). Er besuchte die öffentlichen Schulen seiner Heimat und studierte dann an der University of Texas in Austin. In den Jahren 1893 bis 1897 durchlief er die United States Military Academy in West Point. Nach seiner Graduation wurde er als Leutnant der Infanterie zugeteilt. In der Armee durchlief er anschließend alle Offiziersränge bis zum Zwei-Sterne-General. Im Jahr 1898 wechselte er zur Artillerie.
Im Lauf seiner militärischen Karriere absolvierte er die School of Submarine Defense (1906), das United States Army War College (1921) sowie die Coast Artillery School und die Air Tactical School (1928).
In seinen jüngeren Jahren absolvierte er den für Offiziere in den niederen Rangstufen üblichen Dienst in verschiedenen Einheiten und Standorten. Im weiteren Verlauf seiner Laufbahn kommandierte er Einheiten auf fast allen militärischen Ebenen. Zwischenzeitlich wurde er auch als Stabsoffizier eingesetzt. Während des Spanisch-Amerikanischen Kriegs war er bei den Einheiten zur Küstenverteidigung von Maine eingesetzt. Später war er Kompaniechef einer auf Kuba stationierten Einheit.
Von 1907 bis 1911 war Moses an der Texas A&M University Führungsoffizier der dortigen Kadetten und Dozent für Militärwissenschaft. Im Oktober 1911 wurde er zum Major befördert. Es folgten weitere Versetzungen innerhalb der Vereinigten Staaten. Von November 1914 bis August 1917 gehörte er dem Generalstab in Washington D.C. an. Seit Mai 1917 bekleidete er den Rang eines Oberstleutnants.
Nach dem Eintritt der Vereinigten Staaten in den Ersten Weltkrieg wurde Moses im September 1917 zur damals neugeschaffenen 81. Infanteriedivision versetzt, wo er das Kommando über das 316th Field Artillery Regiment übernahm. Dabei war er zunächst in Fort Jackson in South Carolina stationiert. Dort wurden die Truppen seines Regiments auf einen Kriegseinsatz vorbereitet und entsprechend ausgebildet. Im Sommer 1918 wurde er mit seiner Einheit auf den europäischen Kriegsschauplatz versetzt. Dort übernahm er das Kommando über die 156th Field Artillery Brigade, die seinem bisherigen Regiment übergeordnet war. Er behielt sein Kommando bis zum Juni 1919. Vom Kriegsende im November 1918 bis zum Juni 1919 gehörte er zu den Besatzungstruppen in Deutschland. Im Juli 1920 wurde er permanent in den Rang eines Obersts befördert. Seine kriegsbedingte Beförderung zum Brigadegeneral im Jahr 1918 war nur auf Zeit erfolgt und nach Kriegsende, wie damals bei vielen Offizieren üblich, wieder rückgängig gemacht worden. Er war zunächst wieder Oberstleutnant und dann ab Juli 1920 permanent Oberst.
In den 1920er Jahren war Moses nach seinem Studium am Army War College Mitglied in dessen Stab. Im Jahr 1923 wurde er nach Hawaii versetzt, wo er das 13. Feldartillerieregiment kommandierte. Vier Jahre später wurde er Stabsmitglied der 155th Field Artillery Brigade, einer in Washington D.C. ansässigen Einheit der United States Army Reserve. Dabei leitete und überwachte er die Ausbildung der Reservisten. Von November 1929 bis Februar 1930 kommandierte er den 2. Küstenartilleriebezirk in Fort Totten (New York City). Im Januar 1930 erfolgte seine permanente Beförderung zum Brigadegeneral. Von März 1930 bis Oktober 1931 hatte er das Oberkommando über den Küstenartilleriebezirk am Panamakanal. Anschließend war er bis Oktober 1935 Stabsoffizier im Kriegsministerium, wo er in der Abteilung G1 (Personalwesen) tätig war. Im Dezember 1935 erfolgte seine letzte Beförderung, mit der er den Rang eines Generalmajors erhielt. Anschließend wurde er nach Hawaii versetzt, wo er zunächst 1936 und 1937 die Hawaiian Division und danach bis 1938 das Hawaiian Department kommandierte. Dieses war ein früher Vorläufer der späteren United States Army Pacific. Nachdem er sein Kommando an Generalleutnant Charles D. Herron übergeben hatte, schied Moses nach dem Erreichen der Altersgrenze aus dem aktiven Militärdienst aus.
Er starb am 22. Dezember 1946 im Walter Reed Army Medical Center in Washington D.C. (nicht zu verwechseln mit dem Walter-Reed-Militärkrankenhaus in Bethesda in Maryland) und wurde auf dem amerikanischen Nationalfriedhof Arlington beigesetzt. Er war seit 1897 mit Jessie Fisher Moses (1877–1951) verheiratet.
Andrew Moses wurde im Lauf seiner militärischen Laufbahn unter anderem zwei Mal die Army Distinguished Service Medal verliehen.